# Palimna formosana
Palimna formosana är en skalbaggsart som först beskrevs av Tadao Kano 1933.  Palimna formosana ingår i släktet Palimna och familjen långhorningar.
Artens utbredningsområde är Taiwan. Inga underarter finns listade i Catalogue of Life.